# V soju žarometov
V soju žarometov je studijski album Plesnega orkestra RTV Ljubljana. Album je izšel leta 1970 pri založbi Helidon. Dirigent orkestra je bil Jože Privšek.

## Seznam skladb
Avtor vseh aranžmajev je Jože Privšek.
| A stran         | A stran                            | A stran                   | A stran |
| Št.             | Naslov                             | Pisec                     | Dolžina |
| --------------- | ---------------------------------- | ------------------------- | ------- |
| 1.              | „Spinning-Wheel‟                   | David Clayton-Thomas      | 3:57    |
| 2.              | „Zemlja pleše‟                     | Mojmir Sepe               | 1:47    |
| 3.              | „The More I See You‟               | Harry Warren, Mack Gordon | 2:45    |
| 4.              | „Satisfaction (I Can't Get No)‟    | Mick Jagger               | 2:55    |
| 5.              | „Skok čez prag‟                    | Jože Privšek              | 1:52    |
| 6.              | „These Boots are Made for Walking‟ | Lee Hazlewood             | 2:48    |
| Skupna dolžina: | Skupna dolžina:                    | Skupna dolžina:           | 16:04   |

| B stran         | B stran                 | B stran                     | B stran |
| Št.             | Naslov                  | Pisec                       | Dolžina |
| --------------- | ----------------------- | --------------------------- | ------- |
| 1.              | „V treh oktavah‟        | Privšek                     | 3:03    |
| 2.              | „Ni ti, ni ja‟          | Arsen Dedić                 | 2:20    |
| 3.              | „Time After Time‟       | Jule Styne                  | 1:55    |
| 4.              | „V soju žarometov‟      | Privšek                     | 3:10    |
| 5.              | „It Could Be Something‟ | Steve Allen                 | 2:55    |
| 6.              | „Good Bye‟              | John Lennon, Paul McCartney | 2:08    |
| Skupna dolžina: | Skupna dolžina:         | Skupna dolžina:             | 15:31   |

## Solisti
- Mojmir Sepe – krilnica (A1)
- Ati Soss – alt saksofon (A1), klarinet (B5)
- Dušan Veble – tenor saksofon (A1, A3, B3, B5)
- Franci Puhar – pozavna (A4)
- Mišo Trtnik – pozavna (A5)
- Ladislav Rebrek – bas (A5)
- Silvo Stingl – klavir (B1)
- Alojz Bezgovšek – pozavna (B2)
- Jože Privšek – orgle (B4)

## Produkcija
- Oblikovanje: Bronislav Fajon
- Fotografija: Vlado Vivod
- Snemalec: Sergej Dolenc